# Ульяновка (Ельский район)
Улья́новка (бел. Ульянаўка, Уллянаўка) — деревня в Добрынском сельсовете Ельского района Гомельской области Беларуси.
На юге и востоке граничит с лесом (урочище Тарчицы).

## Административное устройство
До 15 января 2023 года входила в состав Млынокского сельсовета. В связи с объединением Добрынского и Млынокского сельсоветов Ельского района Гомельской области в одну административно-территориальную единицу — Добрынский сельсовет, включена в состав Добрынского сельсовет.

## География

### Расположение
В 6 км на восток от районного центра и железнодорожной станции Ельск (на линии Калинковичи — Овруч), в 183 км от Гомеля.

## Гидрография
На реке Мытва (приток реки Припять).

## Транспортная сеть
Транспортные связи по просёлочной, затем автомобильной дороге Княжеборье — Ельск. Планировка состоит из короткой прямолинейной улицы, ориентированной с юго-запада на северо-восток. Застроена преимущественно односторонне, деревянными домами усадебного типа.

## История
Основана в начале XX века переселенцами из соседних деревень. В 1931 году жители вступили в колхоз. В 1959 году в составе совхоза «Млынок» (центр — деревня Млынок).

## Население

### Численность
- 2004 год — 16 хозяйств, 25 жителей.

### Динамика
- 1959 год — 123 жителя (согласно переписи).
- 2004 год — 16 хозяйств, 25 жителей.